# Rodovia Washington Luís (BR-040)
Pour les articles homonymes, voir Washington Luís (homonymie).
La Rodovia Washington Luís (BR-040) est le nom donné au tronçon de route de la BR-040, entre Rio de Janeiro et Petrópolis au Brésil. Elle ne doit pas être confondue avec la Rodovia Washington Luís (SP-310), route de l'État de São Paulo.

## Histoire
Vers 1926, le Président de la République, Washington Luís, déclarait que "gouverner c'était construire des routes", dans un pays où, en 1927, circulaient déjà 93 682 automobiles et 38 075 camions. Le District Fédéral et l'État de Rio de Janeiro comptabilisant à eux deux 13 252 automobiles et 5 452 camions.
La route Rio-Petrópolis devint une priorité, notamment par le fait des critiques insistantes de la presse à propos du mauvais état du chemin de la Ville Impériale. Les inondations de deux étés accumulèrent sur la route le sable et le gravier de la montagne tandis que l'argile de la Baixada s'ouvrait en sillons impraticables. 
La pioche, la pelle, la bêche et les chariots à âne étaient les instruments de travail de l'époque, dans une période d'essor de la malaria dans la Baixada, sans oublier le froid de la Serra de Petrópolis. Les ouvriers occupaient des logements improvisés sur les hauteurs de la montagne. Avec huit mètres de largeur de tablier, la Rio-Petrópolis était inaugurée par Washington Luís, le 25 août 1928, au côté des ministres et des autorités régionales. Le jour suivant, rien moins que 1 783 voitures passèrent par la route. Trois ans plus tard, les 22 km de la montagne commencèrent à être revêtus de goudron. Trois viaducs furent construits. L'ancienne Rio-Petrópolis fut considérée pendant longtemps comme la meilleure route d'Amérique du Sud. 
Dans les années 1950, fut construite la route de contournement de Petrópolis, reliant Itaipava à Xerém, qui en vint à être utilisée comme une piste de descente des montagnes. Actuellement, l'ancienne Washington Luiz sert comme voie de montée de la BR-040 jusqu'à une des entrées de Petrópolis (Quitandinha), où se rattrape la Rio-Juiz de Fora.